# Youngblood
Youngblood (bra Veia de Campeão) é um filme norte-americano de 1986, do gênero drama romântico-esportivo, dirigido, co-produzido e co-escrito por Peter Markle , estrelado por Rob Lowe , Patrick Swayze e Cynthia Gibb e também é a segunda aparição no cinema de Keanu Reeves .

## Sinopse
Em busca de melhores oportunidades, jovem e habilidoso jogador de hóquei no gelo deixa sua cidade no interior e parte para Toronto, onde não só terá uma grande chance mas também encontrará um grande amor — só que ela é filha do técnico. Além disso, ele enfrentará as regras cruéis do mundo esportivo nos grandes centros, que envolve muito dinheiro e poder.

## Elenco[nota 1]
- Rob Lowe como Dean Youngblood
- Patrick Swayze como Derek Sutton
- Cynthia Gibb como Jessie Chadwick
- Eric Nesterenko como Blane Youngblood[nota 2]
- Jim Youngs como Kelly Youngblood
- Ed Lauter como Murray Chadwick, o treinador dos Mustangs
- Keanu Reeves como Heaver, o goleiro dos Mustangs
- George Finn como Carl Racki[nota 3]
- Peter Faussett como Huey Hewitt
- Simon Herring como guarda
- Fionnula Flanagan como Miss McGill

## Produção
As filmagens de Youngblood ocorreram no extremo leste de Toronto no verão de 1984.  A Ted Reeve Arena foi usada como cenário para o interior da pista dos Hamilton Mustangs, enquanto a Scarborough Gardens Arena foi usada para a configuração do exterior da arena; uma arena da terceira cidade também foi usada para filmagem.  
Vários membros do elenco e da equipe tinham experiência e habilidades de hóquei, embora o astro Rob Lowe tivesse que aprender a andar de skate, e ele e Patrick Swayze, um skatista melhor, usaram duplas para muitas de suas cenas de patinação no gelo.  O diretor e escritor Peter Markle era um ex-jogador menor pro e internacional dos EUA.  O diretor de fotografia Mark Irwin , um canadense, usava patins e um capacete e criou um equipamento especial para filmar cenas de hóquei no gelo.  O consultor de hóquei do filme, Eric Nesterenko, foi um veterano de duas décadas da NHL que também apareceu como o pai do personagem principal do filme.  Keanu Reeves jogou goleiro crescendo e no colegial.  George Finn , que interpretou o vilão Carl Racki, era um ex-aplicador da OHL.  Muitos dos outros membros da equipe eram da NCAA ou jogadores juniores de hóquei, alguns dos quais passaram a carreiras significativas na NHL. 
Lowe disse mais tarde que "odiava" andar de skate.  "Eu não gosto de nenhum esporte que já deixa você exausto só de vestir o equipamento. Mas uma vez que eu coloquei o equipamento e estava no gelo, eu amei isso! Eu adorava bater nas pessoas, ser atingido, patinar. Eu amo o esforço e a competição, então tudo foi ótimo. Mas é muito trabalho pôr toda essa merda!" 